# The River (pel·lícula de 1984)
The River és una pel·lícula dramàtica dirigida per Mark Rydell i protagonitzada per Sissy Spacek, Mel Gibson i Scott Glenn. Basada en una història real escrita per Robert Dillon i Julian Barry sobre uns agricultors que, sense saber-ho, accepten una feina com a esquirols en una fàbrica metal·lúrgica després que les seves collites hagin estat destruïdes per una riuada. Es va estrenar el 19 de desembre de 1984, i va constituir un fracàs comercial aconseguint només 11,5 milions de dòlars. Tot i això, fou nominada en quatre categories en els Premis Oscar de 1984 que foren l'Oscar a la millor actriu per Sissy Spacek, a la millor banda sonora, al millor so i a la millor fotografia.

## Argument
Tom i Mae Garvey són una parella treballadora que viu amb els seus dos fills en una granja de l'est de Tennessee que ha estat propietat de la família d’en Tom durant generacions. Ells i molts dels seus veïns han patit moments difícils degut a les inundacions, ja que la propietat està al costat d'un riu. Joe Wade, que també va créixer a la zona i ara dirigeix l'empresa de farinera local que estableix els preus del gra a la zona, està treballant entre bastidors per comprar les propietats al llarg del riu ja que vol construir una presa. La presa generaria electricitat, però el que és més important per a Joe, proporcionaria oportunitats de reg per a propietats lluny del riu, com la seva. En Tom ja no li agrada en Joe perquè ell i la Mae solien ser parella. Les maniobres d'en Joe, juntament amb la molts altres problemes agrícoles, fan que cada cop sigui més difícil per a Tom i Mae mantenir la seva granja. Tom està decidit a evitar l'execució hipotecària a la seva granja per lo que comença a treballar en una siderúrgica sense saber que treballant-hi esdevé un esquirol. S'acaba la vaga i ha de tornar a casa amb la seva família i treballar a la granja. La família Garvey s’ha quedat sola mentre en Tom treballa i la Mae pateix un accident a la granja on perd molta sang i gairebé el braç. Al final són capaços de mantenir la granja i tenir una bona collita.

## Repartiment
- Sissy Spacek (Mae Garvey)
- Mel Gibson (Tom Garvey)
- Shane Bailey (Lewis Garvey)
- Becky Jo Lynch (Beth Garvey)
- Scott Glenn (Joe Wade)
- Don Hood (Senador Neiswinder)
- Billy "Green" Bush (Harve Stanley)
- James Tolkan (Howard Simpson)
- Jack Starrett (capatàs Swick)

## Premis i nominacions
| Categoria           | Nominats                                                        | Resultat |
| ------------------- | --------------------------------------------------------------- | -------- |
| Millor actriu       | Sissy Spacek                                                    | Nominat  |
| Millor banda sonora | John Williams                                                   | Nominat  |
| Millor so           | Nick Alphin, Robert Thirlwell, Richard Portman i David M. Ronne | Nominat  |
| millor fotografia   | Vilmos Zsigmond                                                 | Nominat  |